# 张梅
张梅（1920年5月—2023年1月27日），原名“刘新民”，陕西米脂人（一说延川人），中华人民共和国医生，林彪的第二任妻子。

## 生平
1936年6月，刚刚满16岁的刘新民加入中国共产党。当中央红军长征进入瓦窑堡时，刘新民和同志们打小旗夹道欢迎。小学文化程度的刘新民希望学习。1936年底，中共党组织送刘新民到定边的中央党校（董必武任校长）学习。后来，中央党校迁至延安桥儿沟。此时的刘新民更名为“张梅”，她十分聪明好学，人又漂亮，被称为“陕北一枝花”。

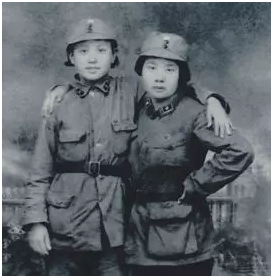
张梅（左）与林心平在延安抗大的合影，拍摄于1938年春

1937年春，红军军政大学校长林彪应邀来中央党校参观，在校长董必武陪同下走进教室，见张梅正做笔记。林彪注意到张梅。此前林彪老家为其包办了一个未婚妻，林彪拒绝从未与其见过面，老家与林彪回复联系后一直催林彪回去完婚，林彪不承认此婚事。林彪很快便请董必武做媒，同时又找来冯文彬、成仿吾做媒，林彪和张梅在延河畔见面。不久，二人在红军军政大学举办简单的婚礼。林彪比张梅大13岁。
平型关大捷后不久，林彪负重伤，中央决定将他送往苏联治疗，在抗大学习的张梅因小产也在休养，所以张梅随丈夫林彪同行。1938年12月，林彪和张梅抵达莫斯科，根据苏联方面的安排，共产国际干部部东方处负责人徐介藩将他们安排到莫斯科近郊的库契诺庄园居住。一到苏联，林彪便被安排住到莫斯科皇宫医院，经苏联专家治疗，林彪很快康复出院，回到库契诺庄园疗养和读书。张梅除了照顾丈夫，也努力学习俄语。1941年5月13日，林彪和张梅的女儿出生，34岁的林彪为女儿取名“晓霖”。
张梅坐月子时，林彪与张梅的朋友孙维世出轨，并打算抛妻弃女与孙维世一起回国，孙维世当时不愿离开苏联婉拒，林彪表示无论如何自己会与张梅离婚，先回国等孙维世。1941年6月22日，纳粹德国突然进攻苏联，共产国际决定在莫斯科学习和疗养的中国共产党干部回中国，指定由林彪带队。1941年9月，林彪带队回国，将张梅、林晓霖母女留在莫斯科。1942年底，林彪经人介绍结识叶群，1943年结婚，张梅对此一无所知。1946年7月，罗荣桓在妻子林月琴陪同下，来到莫斯科治疗肾病，林彪托罗荣桓给张梅带去一封信，称自己已又结婚，有一子一女，叫张梅改嫁，张梅这才得知林彪另娶。
1948年秋，张梅将女儿林晓霖留在苏联，自己回到中国的东北解放区，由中共党组织安排进入沈阳中国医科大学学习。中华人民共和国成立初期，中央人民政府卫生部代表团访问苏联，张梅任随团翻译。张梅大学毕业后，担任医生、科主任。女儿林晓霖在1950年从苏联回中国，先被高岗夫妇接到沈阳见母亲张梅，不久又由高岗夫人李力群带林晓霖到北京见父亲林彪、继母叶群，此后林晓霖在北京生活。1954年，张梅与徐介藩再婚。1958年林晓霖被叶群驱逐到沈阳，户口也迁到沈阳，跟随张梅与徐介藩生活。
在1971年九一三事件后，张梅因是林彪的前妻而被审查，要她交代并揭发林彪的罪行。张梅向来低调，从不说林彪、叶群的坏话，所以这时张梅只有一句话：“三十多年没有见过林彪，我什么也不知道。”
2005年，张梅获得中国政府、俄罗斯政府分别颁发的两枚纪念第二次世界大战胜利60周年功勋荣誉章。
2023年1月27日，在北京逝世，享年102岁。

## 家庭
- 第一任丈夫：林彪
  - 女：林晓霖
- 第二任丈夫：徐介藩

## 引用和注释
1. ↑  . 三秦游综合.   [2023-01-29]. （原始内容存档于2023-01-29）.
2. ↑  . 哈军工北京校友会.   [2023-05-07]. （原始内容存档于2023-05-17）.